# Gérald Larose
Pour les articles homonymes, voir Larose.
Gérald Larose (né le 24 octobre 1945 à Ham-Nord) est un travailleur social, syndicaliste et professeur québécois. Président de la Confédération des syndicats nationaux (CSN) de 1983 à 1999, il est, depuis 1999, professeur invité à l’École de travail social de l’Université du Québec à Montréal (UQAM), chercheur collaborateur au LAREPPS (Laboratoire de recherche sur les politiques et les pratiques sociales), chercheur associé au CRISES (Centre de recherche sur les innovations dans les syndicats, les entreprises et l’économie sociale) et chercheur associé à l’ARUC é.s (Alliance Recherche Université-Communauté en économie sociale).
Larose est également président de l’entreprise d’insertion de jeunes Insertech, président de la Caisse d’économie solidaire Desjardins, président du Groupe d’économie solidaire du Québec et secrétaire-trésorier du Réseau intercontinental de promotion de l’économie sociale solidaire (RIPESS).

## Biographie
Il naît en 1945 à Ham-Nord (dans le Centre-du-Québec) ; sa famille (qui aura été de 4 filles et 7 garçons) s'installe à Bury (en Estrie) quand il eut atteint l'âge de 6 mois, au printemps 1946.
En 1971, il obtient une maîtrise en théologie de l'Université de Montréal (UdeM). En 1973, il obtient une maîtrise en service social de la même université. La même année, il est chargé de cours à l'UdeM, puis à l'Université de Sherbrooke jusqu'en 1978. Il est également organisateur communautaire au CLSC d'Hochelaga-Maisonneuve de 1974 à 1979. À la même époque, il publie dans Vie Ouvrière,,,. En 1979, il devient président du Conseil central du Montréal métropolitain. Il occupe ce poste jusqu'en 1982, moment où il rejoint l'exécutif national de la CSN comme 1er vice-président.
En 1983, il devient président de la Confédération des syndicats nationaux (CSN).
En 1990 et 1991, Larose est membre de la Commission sur l'avenir politique et constitutionnel du Québec.
En mars 1999, il annonce son départ de l'exécutif de la CSN. Il est remplacé à la présidence par Marc Laviolette le 20 mai de la même année, après avoir exercé le plus long mandat à ce poste de l'histoire de la centrale.
En 1999 et 2000, il préside le Comité sur les pratiques commerciales dans le domaine du livre. En 2000, il préside la Consultation publique sur la « proposition de soutien et de reconnaissance de l’action communautaire » du gouvernement du Québec et le chantier « Pour une société équitable » du Sommet du Québec et de la Jeunesse. La même année, en juin, il prend la tête des États généraux sur la situation et l'avenir de la langue française au Québec, mandat qu'il exerce jusqu'en 2001.
Depuis 2003, il est président du Conseil de la souveraineté du Québec. En janvier 2013, Gilbert Paquette succède à Gérald Larose à la tête du Conseil de la souveraineté. Gérald Larose présidait le Conseil de la souveraineté depuis sa création par le gouvernement Landry, en 2002. 
En 2005 et 2006, Larose anime une tribune publique sur la radio de CKAC appelée Face à face dans laquelle il affronte la vision économique, sociale et politique de Jean Cournoyer. En 2006 et 2007 il a coanimé avec Richard Desmarais l'émission L'avocat et le diable sur le réseau de Télévision Quatre Saisons (TQS).
Au printemps 2010, il participe et gagne à l'émission La Joute animée par Stéphan Bureau.
En août 2011, la chef du Parti québécois Pauline Marois mandate Larose pour la tenue d'états généraux sur la souveraineté. Ces états généraux commencent début 2012,. Ses activités sont suspendues lors de l'élection générale québécoise de 2012.
L'Académie française lui décerne en 2019 le Prix de Rayonnement de la langue et de la littérature françaises.

## Candidature au poste de recteur de l'Université du Québec à Montréal (UQAM)
En 2012, Gérald Larose pose sa candidature au poste de recteur de l'Université du Québec à Montréal (UQAM). Le CV qu'il soumet à l'appui de sa candidature mentionne qu'il est titulaire de la chaire de l’UQAM sur l’insertion socio-économique des personnes sans emploi. Cette chaire n'existe pas. Il s'agit d'un projet entamé en 2005 qui n'a jamais vraiment abouti. Soulignée en octobre 2012 lors d'un débat à l'UQAM réalisé entre candidats pour le poste de recteur de l'université, Larose s'excuse par la suite de cette erreur. « Pour être franc, je n'ai pas eu souvent à présenter un curriculum vitæ dans ma vie active ».
Gérald Larose n'est pas retenu pour le poste de recteur de l'UQAM. Larose n'a reçu du conseil d'administration de l'UQAM que 28,4 % contre 58,6 % pour son concurrent Robert Proulx. De ce processus, les associations étudiantes de l'UQAM ont voté pour Larose à 66,6 %.
À la suite du scrutin, Larose dit avec prudence: « Il est tout à fait légitime pour les étudiants de mettre en doute les règles de cette démarche, mais il ne m’appartient pas de le faire ».